# Juca Máximo
Juca Máximo (Fortaleza, 22 de dezembro de 1983), é um artista visual contemporâneo, designer, ilustrador, escultor autodidata e músico brasileiro. Considerado um dos artistas emergentes mais importantes da América do Sul pela SaatchiArt, foi eleito o terceiro melhor ilustrador em 2018 pela revista Lurzer’s Archive, destaque no Portal Internacional Ello.co e premiado em vários países.
Seu trabalho consiste em técnicas variadas como: pintura a óleo, pintura acrílica, nanquim, canetas, arte digital, pinturas 3d, escultura em clay, resinas, instalações em impressões 3d, madeira, ferro e corian.
Juca Máximo é um artista cearense em ascensão e vem ganhando bastante notoriedade no mundo artístico, principalmente no exterior, fazendo exposições em galerias importantes em quatro continentes. Foi publicado em grandes portais e revistas, ganhando prêmios em mostras de artes visuais, design, ilustração, escultura e desenho internacionais.
O artista “expressionista contemporâneo.”, tendo um trabalho marcado pelo caráter dramático, enfatizando "sentimentos e cores fortes"
Juca vê quatro grandes alicerces para o esclarecimento do "revelar o sentir": a Filosofia; a Psicologia; os diálogos voltados a fé e a Arte. Assim como o filósofo Artur Schopenhauer fala da “Vontade”, Baruch Espinoza da “Potência de Agir”, Friedrich Nietzsche da “Vontade de Potência”, Carl Jung da Energia Psiquica e Sigmunt Freud da “Libido”, ele busca fazer com que a sua arte “Revele o Sentir”.
Suas obras são geralmente constituídas de traços finos a lápis ou caneta, completando-se com pinceladas vigorosas e intenso uso do empasto, sobre os quais ele implanta choques de cores e agressividade, contrastando com a delicadeza de seus retratos, design e esculturas. São sentimentos, traços secretos e agressividades na tela.
“Não importa para mim se o que eu faço é arte ou não. Ela só precisa tocar as pessoas de alguma forma, se não, de que serve?”. (Juca Máximo)
Suas principais obras são: Absence I e II, 2018; Portrait Colors I, II e III, 2018, Pele que sinto, 2019, Intense, 2019, Duality, 2019, Writer your story I, 2019, Doralice, 2018 Gravity III, IV e VII entre outras.

## Biografia

### Infância e Juventude
Juca Máximo nasceu dia 22 de dezembro de 1983 em Fortaleza, foi criado pela sua avó Doralice Correia Máximo em uma casa com sete mulheres. Conheceu a arte em 1996, quando pegou sua primeira guitarra. "Meu despertar aconteceu quando peguei na primeira guitarra. Não tocava nenhuma nota naquele momento, mas a vontade de criar sensações, sentimentos e não só participar do mundo passivamente começou naquele dia". (Juca Máximo)

### Início de carreira
Em 2002 iniciou os estudos em publicidade e design, começando a trabalhar fazendo direção de arte e ilustrações para agencias de publicidade em Fortaleza e São Paulo. Em 2016, depois de 14 anos ilustrando e criando artes visuais para publicidade, pintou seu primeiro quadro "Sem chão", óleo sobre tela, e iniciou sua trajetória nas artes plásticas.

### Reconhecimento internacional
Em 2018, pintou as obras Doralice I e Expressionism I, no qual se inscreveu e foi bronze no primeiro festival de arte visual "Art Of Humanity” pela International Gallery of the Arts, em Toronto – Canadá.
Em 2019, venceu prêmios como o Displate, Daylighted e o Carbon pela Fabrik, organizados pelo Portal internacional Ello.co, foi Nomeado no livro Hiiibrand Illustration 2017 na China. Entrou na lista dos 150 Best World no “Artist of the Year Award 2017” pela Circle Foundation of Arts, Lyon – França, foi TOP5 América Latina (LATAM) no “ADForum.us”, USA, finalista nos festivais "Jackson’s JOPP 2018” Jackson’s Painting Prize – Londres – Inglaterra, Finalista no The Global Art Award 2020 em Xangai, China, “Premio Lusófonos 2018” em Lisboa, Portugal, "2019 International Artist Grand Prize Competition" Art Revolution Taipei em Taiwan e publicado no  “200Best Illustrator Worldwide 18/19” Lurzer`s Archive – Viena – Áustria.
Viajou três continentes mostrando suas séries: Portrait Colors, Absences e Pele que Sinto. Foi para Taiwan, onde expôs no Art Revolution Taipei em 2019 as obras "Absence I e II"; ao retornar, foi logo em seguida para Chicago onde expôs no The Other Art Fair Chicago pela Saatchiart, fez exposições em Los Angeles, São Francisco, San Diego, Oakland, Reedwood, Nova Iorque, Fortaleza e no maior museu privado da Índia em Goa, Museum of Goa.
Foi convidado pela European Cultural Centre para expor na 2021 BIANNUAL ARCHITECTURE EXHIBITION – "TIME SPACE EXISTENCE", com as suas divisórias artísticas, que o artista acredita serem as primeiras Divisórias artísticas pintadas a mão do mundo. Bienal que já teve exposições de artistas consagrados como Antony Gormley e Marina Abramović.

## Design

### Duality, primeira Divisória artística.
Divisória que será exposta na 2021 BIANNUAL ARCHITECTURE EXHIBITION – "TIME SPACE EXISTENCE"
Juca queria produzir algo mais livre, não apenas no conceito de liberdade, mas na obra em si. E o que seria, ao seu ver, a expressão máxima de liberdade para um trabalho artístico? Um ‘produto’ de uma imagem pintada? Ora, em 99% das vezes uma pintura está condicionada a uma moldura, fixa em uma parede. Estava na hora de transcender esse tipo de fronteira. Ele foi buscando para isto algumas soluções que mesclassem o que sabe fazer, que é pintar, com a função última do design e a estética da escultura. Algo “precisava” existir fora das paredes. Ou que independesse delas. Veja, não fazia sentido: suas obras, mesmo com “asas”, símbolo universal de liberdade, estarem presas ao concreto! Penduradas, uma negação do voo. Foi então que procurou algo que fosse independente, que estivesse além das paredes. Pensou: “Por que não criar as próprias paredes”? Dar vida a elas, mais sentido, significado, emoção, expressão. Por que não desenhar e projetar a parede no lugar de colocar minhas obras nela ou simplesmente pintar sobre ela? Não queria mais que minha obra estivesse condicionada a um ambiente. Queria que ela fosse o ambiente, que tivesse a união da pintura, do design e da escultura. Suas paredes representam algo, expressam algo, falam algo, buscam conversar com as pessoas, fazê-las pensar.

### Light One
“Faça-se a luz!” e a luz se fez. (Gênesis 1)
A divisória "Light" é um convite para as pessoas trabalharem suas conexões de todas as formas possíveis. Suas conexões com Deus, com o ser superior, com as outras pessoas, com algum sentimento especial ou experiências consigo mesmas. Antes desse projeto, trabalhou a série Ausências onde simplesmente a série trazia os modos e processos de ausentar tudo que atrapalhava sua felicidade. O que não era o que você queria de fato viver. Para liberar o espaço, deixar vazio, para que a conexão verdadeira ocorresse. Parece tudo simbólico, mas é o que ele foi experimentando ao longo dos últimos três anos, se ausentando das coisas que não são verdadeiras, para se conectar com aquelas que o mais íntimo do seu ser buscava a vida toda. A série Connection é composta por esculturas que possuem uma forma vertical, como antenas de transmissão, instaladas nos telhados para puxar essa conexão pra mais perto, formando um triângulo apontado para a direção do nascente, para que essa conexão se renove a cada dia, mostrando que podemos nos conectar sempre que quisermos e que a cada amanhecer é uma nova possibilidade de conexão. Esse convite é necessário para o mundo.
A obra “Light” é uma divisória, mas também pode ser uma escultura, um design, uma obra de arte, tudo ao mesmo tempo ou simplesmente um discurso do seu desejo de se conectar mais. O ser que surge do nada, que vem de dentro da gente, é a conexão que tanto ele trouxe. Você pode ver o que quiser nessa obra, ele quer que possamos sentir a nossa conexão. Ele deseja do fundo do seu coração que possamos sentir que a conexão está próxima, e ela vem como um feixe de luz, essa conexão intangível está aqui, só basta sentir e querer.

## Esculturas & Instalações

### Connection
Série criada em 2019, são instalações expressionistas, onde as formas e expressões da série dialogam com a fé, sentimentos, o valor da experiência estética que engrandece a alma e o espírito na contemporaneidade. As esculturas modulares convidam, conectam e dissolvem paralelismos existenciais, e se debruçam em um mapeamento de linhas e expressões plásticas em seu instrumental e método, onde para alinhar as três esculturas para um formato triangular, apontando para a direção do nascente. Assim como na vida, onde temos um novo céu e um novo raiar de sol para celebrar novas conexões. Ele nos convida a tocar o céu, mas não com as mãos, e sim com os pés, para nos entregarmos por inteiro, a irem além da superfície, conectar a alma. Viver uma experiência extraordiária, e principalmente, com as veredas e caminhos de consigo mesmo.

## Principais Séries

### Absence
Série criada em 2018, que sugere o uso de máscaras, dois anos antes da pandemia do Coronavirus. Foi finalista em Taiwan e Londres. São Retratos que expressam grandes ausências que passam em nossas vidas, como a ausência de um amor, amor para as pessoas, amor por si mesmo, como a ausência da liberdade de ser quem somos, pensar e agir, pela ausência da liberdade de sermos nós mesmos. Bem como a ausência de identidade, venha com as falhas humanas que temos no curso de nossas vidas. Ausência de maturidade e personalidade. São imagens que expressam ausências e a busca para algo que nos enche.

### Portrait Colors
Série criada em 2018, exposta em três continentes, vencedora do prêmio Displate, publicada nos 200Best Illustrator Worldwide 18/19, Adeevee, Ads of The World, Top 5 AdForum.us, Best Ads on Tv e Lurzer's Archive. É a cartografia da explosão do "eu exterior". Com cores fortes e muito empasto. As Portraits Colors são os “sentimentos sociais” aflorados, mostrados brutamente, é a extrema juventude exposta de forma direta, a poética do “Ser” agora, do hoje, do pertencer ao momento. As linhas grossas e soltas percorrendo todo o ser mostram os caminhos a seguir, o existir e o fazer parte como sendo o mais importante. O fora, o agora, o momento.

### Skin That I Feel
Série criada em 2019, vencedora dos prêmios Carbon da Fabrik e Dayligheted. É uma ruptura com um modelo hegemônico de um padrão de pele, onde há a transfiguração de um limite estético para uma liberdade de criar territórios em si que rompam com a pele limitadora, a pele que sinto é o que vem de dentro. Rasgar os limites de si para remendar-se novamente. Se a pele que sinto é um limite, devo criar mecanismos de saída de mim para externar o que está dentro de minha pele.

### Gravity
Série criada em 2020, durante a pandemia, faz parte de um momento da série “Connection”, onde todos os esboços foram feitos com os olhos do inconsciente. Ele não se permitiu olhar para as telas, todas foram criadas de olhos fechados, tendo em vista apenas duas coisas: a força da gravidade me puxando para a terra e a força do crer, do imaginário, me puxando para o céu, para cima. Newton falou da gravidade como uma constante queda livre, Einstein postulou que a gravidade é tão poderosa que impõe curvas até para a luz… Queda e curvas de luz são as principais matérias dessas novas obras. Gravity é uma serie totalmente vinda da visão de mundo pelo inconsciente do Juca, da sua percepção do sentir. As linhas que vêm e vão sobre a pessoa figurada são como os nossos sentimentos, em constante mudança durante todo o dia, durante toda a vida. Subindo e descendo, em constante movimento, imaginando, criando ou se enraizando, encaixando, fazendo parte. É uma das quatro forças fundamentais da natureza. É a atração mutua. Todas as partículas de matéria que se atraem entre si. É o mover continuo. É o espaço e o tempo. É como estar em uma constante queda livre. É o real e o imaginário. É o tangível e o intangível. É o calor do encontro entre os corpos. O ritmo dos batimentos dentro do peito. A dualidade de sentimentos. É a nossa interpretação do mundo e da realidade. É o movimento. É o tocar e o sentir. São as veias percorrendo toda nossa pele. É o ver e o crer. É Deus, em todas as suas formas. São os sentimentos aflorados, os enraizamentos e a liberdade do plano imaginário. É a Gravidade.

## Exposições

#### 2021
22.05 – 21.11 | 2021 “The Venice Biennale of Architectture 2021” , Venice – Italy
14.05 – 17.05 | 2021 “Art Revolution Taipei 2021” Art Revolution Taipei, Taipei – Taiwan
04.05 – 06.05 | 2021 “The Other Art Fair – Brooklyn” SaatchiArt, New York – EUA
14.04 – 25.04 | 2021 “Architect Biennale Collective Exhibition” Saphira & Ventura Gallery, New York – EUA
14.01 – 14.02 | 2021 “Formas e Cores à Beira Mar” Instituto Cor da Cidade, Fortaleza – Brazil

#### 2020
04.11 – 16.11 | 2020 “Humanistic Revival” Saphira & Ventura Gallery, New York – EUA
Sep – Dec | 2020 “Full Show” Juca Máximo Gallery & Studio, Fortaleza – Brazil (Solo Exhibition)
06.07 – 06.09 | 2020 “Absence to Portrait Colors” Moleskine, Fortaleza – Brazil (Solo Exhibition)
04.07 – 04.08 | 2020 “Vernal Awakening online ehxibition” Saphira & Ventura Gallery, New York – EUA
14.12 – 14.02 | 2019/20 “GAAF 19” Museum of Goa, Pilerme, GOA – Índia

#### 2019
14.11 – 25.11 | 2019 “The Mirror Reflecting” Saphira & Ventura Gallery, New York – EUA
12.09 – 22.10 | 2019 “Connection” CasaCor 2019, Fortaleza – Brasil (Solo Exhibition)
11.07 – 21.07 | 2019 “Aesthetic Oblivion” Saphira & Ventura Gallery, New York – EUA
16.05 – 19.05 | 2019 “The Other Art Fair – Chicago” SaatchiArt, Chicago – EUA
25.04 – 29.04 | 2019 “Art Revolution Taipei 2019” Art Revolution Taipei, Taipei – Taiwan
01.02 – 01.02 | 2019 “XPower Gallery”, Taipei – Taiwan
05.04 – 16.04 | 2019 “Symbols of Expression” Saphira & Ventura Gallery, New York – EUA
01.02 – 01.12 | 2019 “Daylighted” Daylighted, Los Angeles, San Francisco, San Diego, Oakland, Redwood and Chicago – EUA
15.01 – 15.02 | 2019 “Rosa” Rosa Celeste, Fortaleza – Brazil (Solo Exhibition)

#### 2018
16.10 – 16.11 | 2018 “Me tenha, Distância” Sótão Moleskine, Fortaleza – Brazil (Solo Exhibition)
11.12 – 11.02 | 2017/2018 “MaisArte Collective” MaisArte Galeria, Fortaleza – Brazil
12 | 2017 | 01 | 2018 “Art Of Humanity” International Gallery of the Arts, Toronto – Canadá

## Prêmios
05 | 2021 (Gravity) Finalist in “2021 International Artist Grand Prize Competition” Art Revolution Taipei, Taipei – Taiwan
12 | 2017   (Expressionism) Bronze in “Art Of Humanity” International Gallery of the Arts, Toronto – Canada
05 | 2018   (Colors Portrait and Sensuality) “200Best Illustrator Worldwide 18/19” Lurzer`s Archive – Viena – Austria
01 | 2019   (Absences) Finalist in “2019 International Artist Grand Prize Competition” Art Revolution Taipei, Taipei – Taiwan
11 | 2020   (Absences) Finalist in “The Global Art Award 2020", Xangai – China
04 | 2018   (Absences) Finalist in “Jackson’s JOPP 2018” Jackson’s Painting Prize – London – England
02 | 2018   (Intense) “Winner Award Daylighted/Ello” – EUA
02 | 2018   (Portrait Colors) “Winner Award Displate/Ello” – EUA
07 | 2018   (Don’t Worry, Go Play) “Nomination in Hiiibrand Illustration 2017” Hiiibrand – China
06 | 2019   (Skin That I Feel) "Carbon in “Fresh 19 Award” Fabrik, London – England
01 | 2018   (Love & Hate) 150 Best World in “Artist of the Year Award 2017” Circle Foundation of Arts, Lyon – France
08 | 2019  (Writer your story) Winner Experimental in Brightness Illustration Awards 2019, New york, EUA
08 | 2018   (Retalhos) TOP5 América Latina (LATAM) in “ADForum.us” USA
12 | 2018   (Ink the skin) Finalist in “Premio Lusófonos” – Lisboa

## Publicações
04 | 2019    “Art Revolution Taipei Book 2019” (Absence), Taipei – Taiwan
12 | 2019    “Cover Exclamation Magazine” (Portrait Colors VIII), Flórida – EUA
07 | 2018    “Cover Revista Gente” (Cover + Life + portfolio + Awards), Fortaleza – Brazil
07 | 2018    “Estilo Porto Freire Magazine” (Life + portfolio + Awards), Fortaleza – Brazil
03 | 2018    “Exquisite Arts Magazine” (Expressionism + portfolio + life), Toronto – Canadá
01 | 2019    “Portal Minus 37 Featured Art” (Paintings + Bio + Portfolio), Sidney – Australia
10 | 2018    “Ello.co Feature / Home/Art” (Absence), EUA
06 | 2020  “Art Reveal Magazine” (Portfolio, bio), Berlim, Germany
08 | 2019    “Top 5 artist of the world – Almost Real Things” (Portrait Colors, Writer your story and Intense), Texas, EUA
04 | 2019    “Chan Liu Art Monthly” (Absences), Taipei – Tawian
04 | 2018    “Ello.co Feature / Home/Art” (Portrait Colors), EUA
04 | 2018    “Ello.co Feature / Art” (Sensuality), EUA
04 | 2018    “Artist Portolio Magazine” (Portraits Colors), EUA
12 | 2018    “kaiak.tw” (Absence), Taipei – Taiwan
12 | 2018    “Polemical Zine – Featured” (Paintings), EUA
05 | 2018    “Archive Lürzer’s edição 3.18″ (Expressionism), Viana, Austria
01 | 2018    “Archive Lürzer’s edição 1.18″ (Ink your skin), Viana, Austria
12 | 2017    “Archive Lürzer’s edição 6.17″ (Traces), Viena, Austria
10 | 2018    “Artist Talk Magazine” (Portfolio – Bio), London – England
08 | 2018    “ADForum | Ads of The World | Bestads on TV | Adeevee” (We sew them), USA
02 | 2018    “Dans Ta Pub – 10 prints brillants” (Dance), Paris, França
03 | 2018    “Ninja Marketing – Best ads of the week”  (Expressionism), Italia
02 | 2018    “Ninja Marketing – Best ads of the week” (Dance), Italia
01 | 2018    “Soy.Marketing – Best Enero 2018″  (Dance) Madrid, Espanha
03 | 2018    “Ello.co Feature” (Expressionism), EUA
12 | 2017    “Best Week – Best Ads on TV” (Ink your skin), EUA
12 | 2017    “Anuncio mais comentado do Mundo – Ads of The World” (Ink your skin), EUA
08 | 2017    “Top 1 do Mês de Agosto Anuncio Mais Curtido de Agosto – Ads of The World” (No Connection), EUA
05 | 2018    “AdForum | Adeevee | Best Ads on TV”  (Absence) EUA
06 | 2018    “Adeevee | Best Ads on TV”  (Campanha Meu autisto é parte – Nesa Nordeste) EUA
02 | 2018    “Ads of The World | Adeevee”  (Expressionism) EUA, Coreia
02 | 2018    “Ads of The World | Adeevee | Best Ads on TV” (Campanha A gente nunca sabe a hora da crise 2), EUA
01 | 2018    “Ads of The World | Best Ads on TV | Adeevee” (Dance), EUA
12 | 2017    “Ads of The World | Best Ads on TV | Adeevee” (Ink your skin), EUA
09 | 2017    “Ads of The World | Best Ads on TV | Adeevee” (Traces), EUA e Coreia
08 | 2017    “Ads of The World | Best Ads on TV | Adeevee” (Don’t horry, go play), EUA
07 | 2017    “Ads of The World | Best Ads on TV” (Campanha Nunca se sabe a hora da crise – Otorrino Já), EUA